# Liste der Baudenkmäler in Geldersheim
Auf dieser Seite sind die Baudenkmäler in der unterfränkischen Gemeinde Geldersheim zusammengestellt. Diese Tabelle ist eine Teilliste der Liste der Baudenkmäler in Bayern. Grundlage ist die Bayerische Denkmalliste, die auf Basis des Bayerischen Denkmalschutzgesetzes vom 1. Oktober 1973 erstmals erstellt wurde und seither durch das Bayerische Landesamt für Denkmalpflege geführt wird. Die folgenden Angaben ersetzen nicht die rechtsverbindliche Auskunft der Denkmalschutzbehörde.
 Diese Liste gibt den Fortschreibungsstand vom 16. April 2020 wieder und enthält 59 Baudenkmäler.

## Baudenkmäler
| Lage                                                          | Objekt                                  | Beschreibung                                                         | Akten-Nr.              | Bild           |
| ------------------------------------------------------------- | --------------------------------------- | -------------------------------------------------------------------- | ---------------------- | -------------- |
| Bischofshöfe 4; in die Grundstücksmauer integriert (Standort) | Bildstockaufsatz                        | Mit Kreuzigung und Seitenfiguren, Sandstein, 17. Jahrhundert         | D-6-78-132-3 Wikidata  | weitere Bilder |
| Bischofshöfe 6; eingemauert (Standort)                        | Bildstockkopf                           | Mit Kreuzigung und Bekrönungskreuz, bezeichnet „1621“                | D-6-78-132-4 Wikidata  | weitere Bilder |
| Brühlweg (Standort)                                           | Bildstock                               | Sockel mit rundem Schaft, Aufsatz mit Dreifaltigkeit und Pietà, 1721 | D-6-78-132-28 Wikidata | weitere Bilder |
| Frankenstraße 28 (Standort)                                   | Pietà                                   | Auf Konsole, Sandstein, zweite Hälfte 18. Jahrhundert                | D-6-78-132-61 Wikidata | weitere Bilder |
| Nähe Friedhofstraße (Standort)                                | Friedhof, Kreuzigungsgruppe             | Freifiguren auf Sockeln, mit Balustrade, 1631                        | D-6-78-132-27 Wikidata | weitere Bilder |
| Nähe Friedhofstraße (Standort)                                | Friedhof, Pietà                         | 1774                                                                 | D-6-78-132-27 Wikidata | weitere Bilder |
| Nähe Friedhofstraße (Standort)                                | Friedhof, Kreuzweg mit sieben Stationen | Neugotisch, um 1910                                                  | D-6-78-132-27 Wikidata | weitere Bilder |

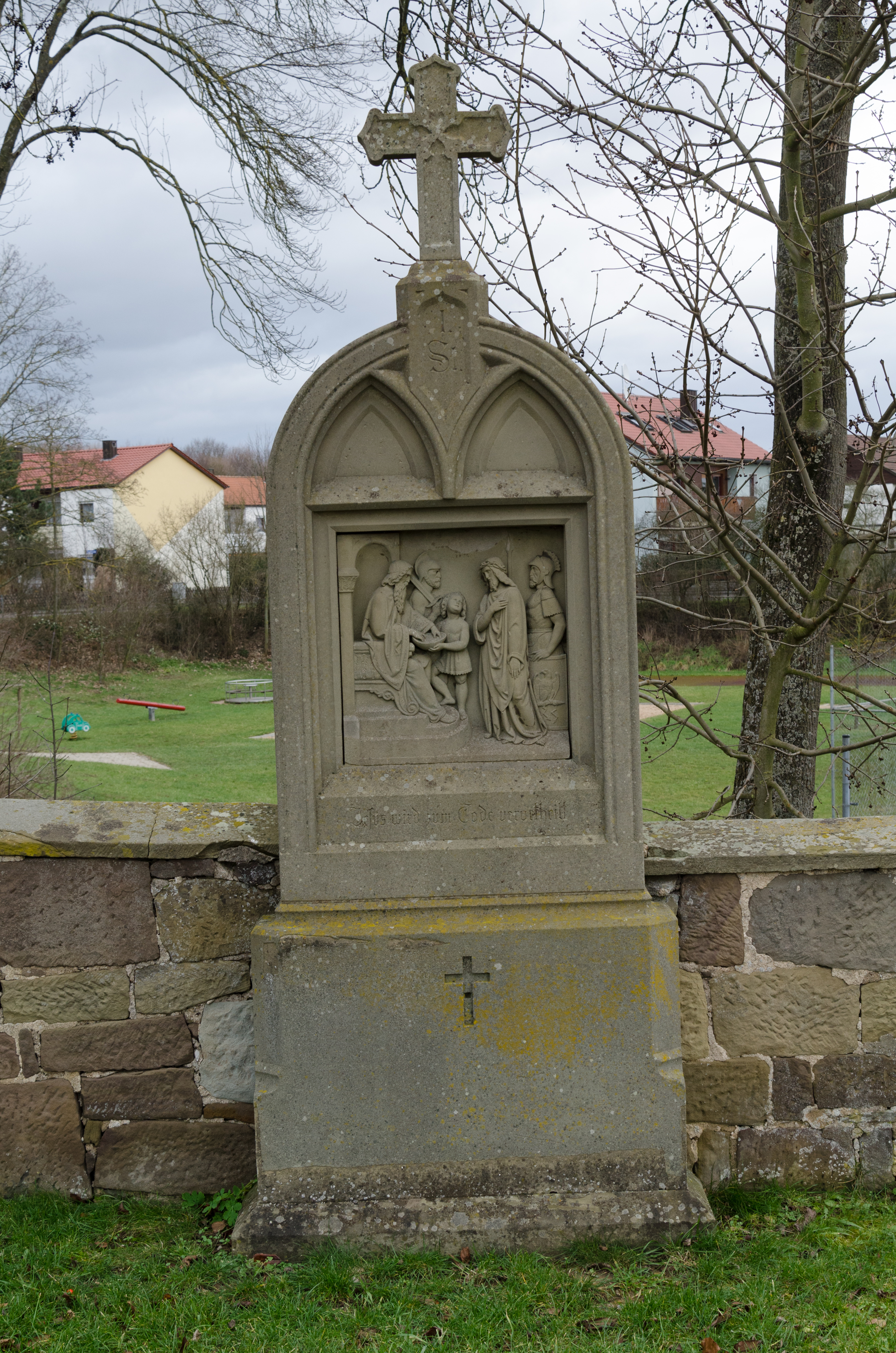
I. Station
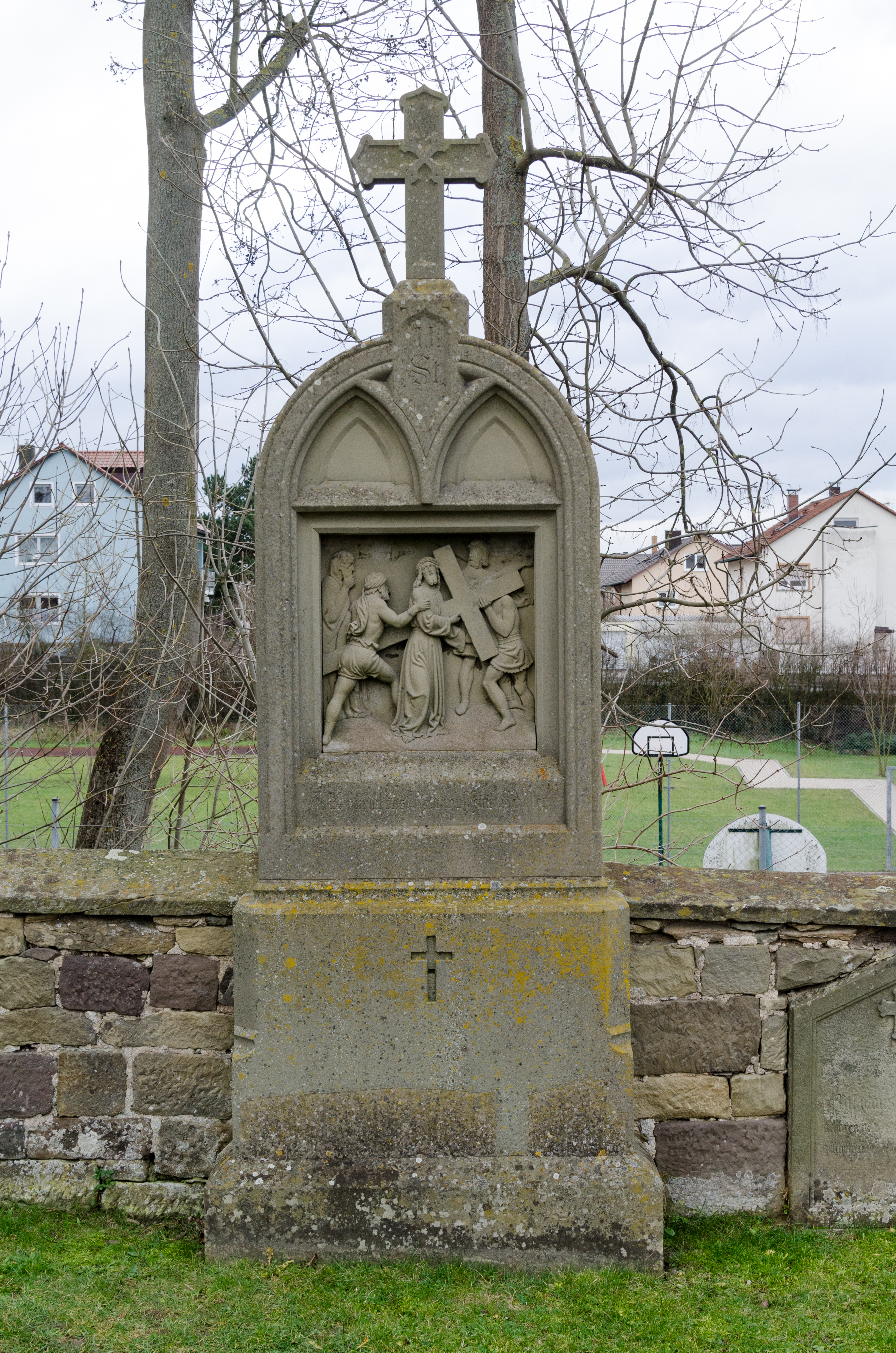
II. Station
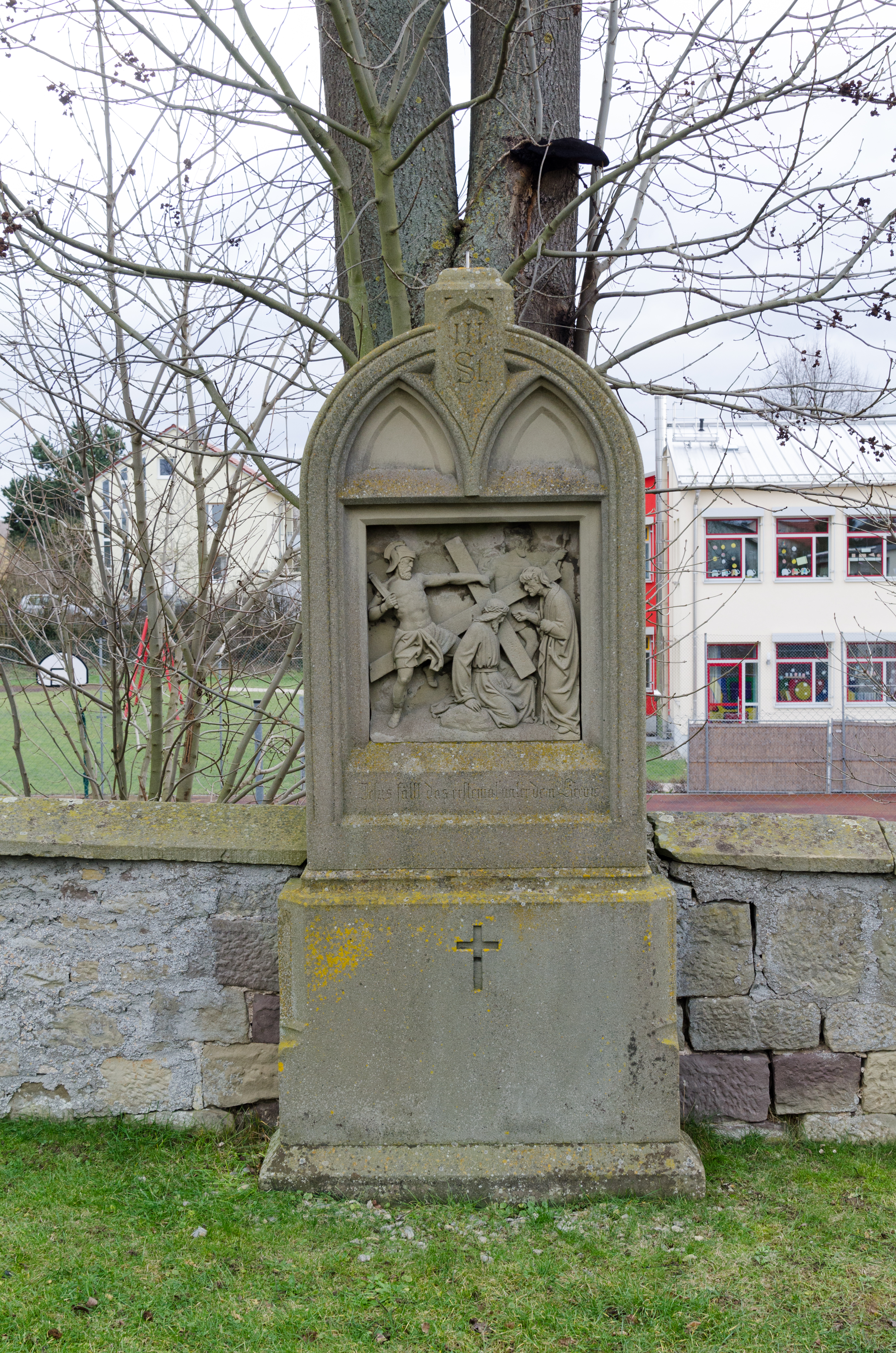
III. Station
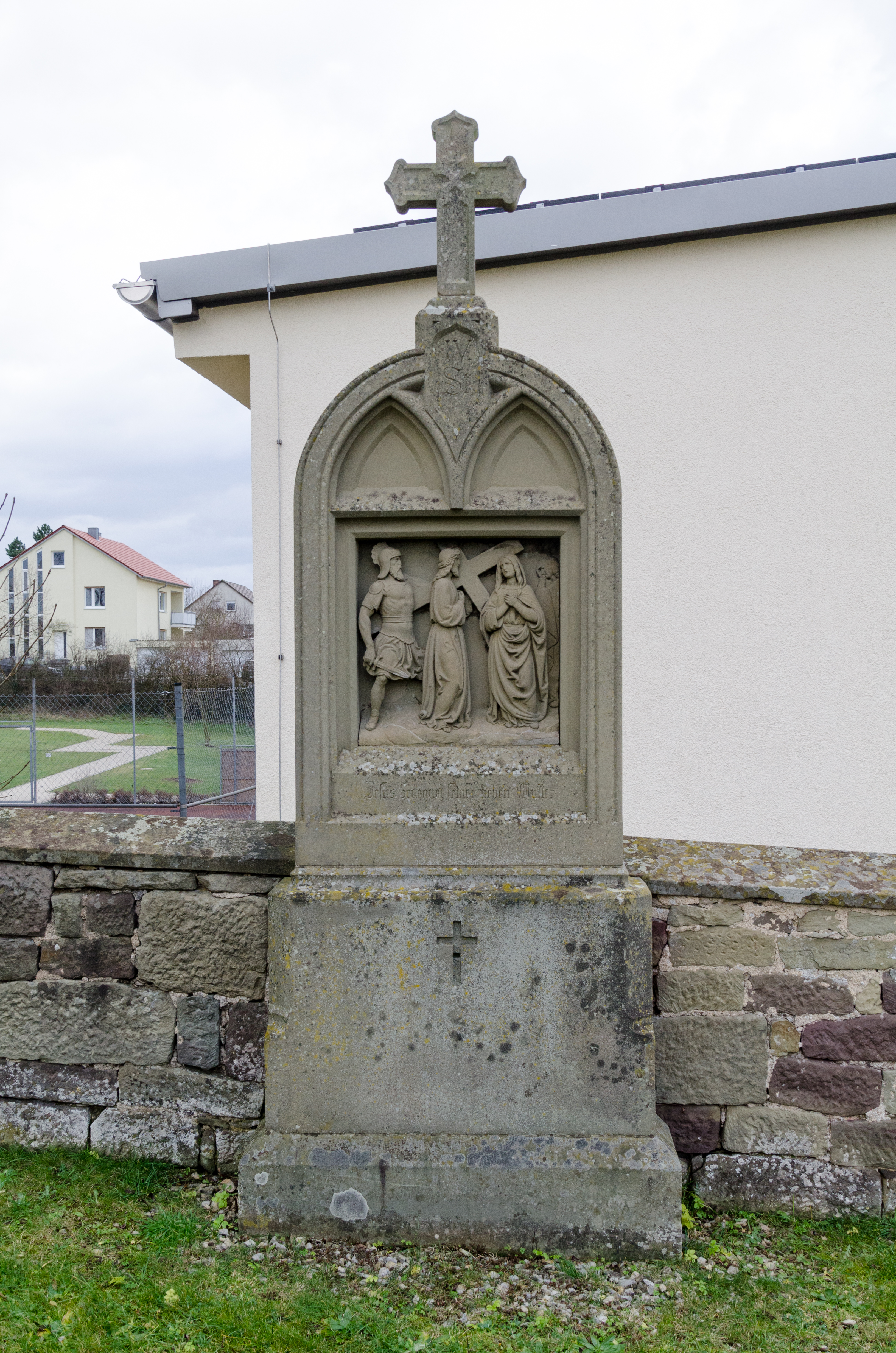
IV. Station
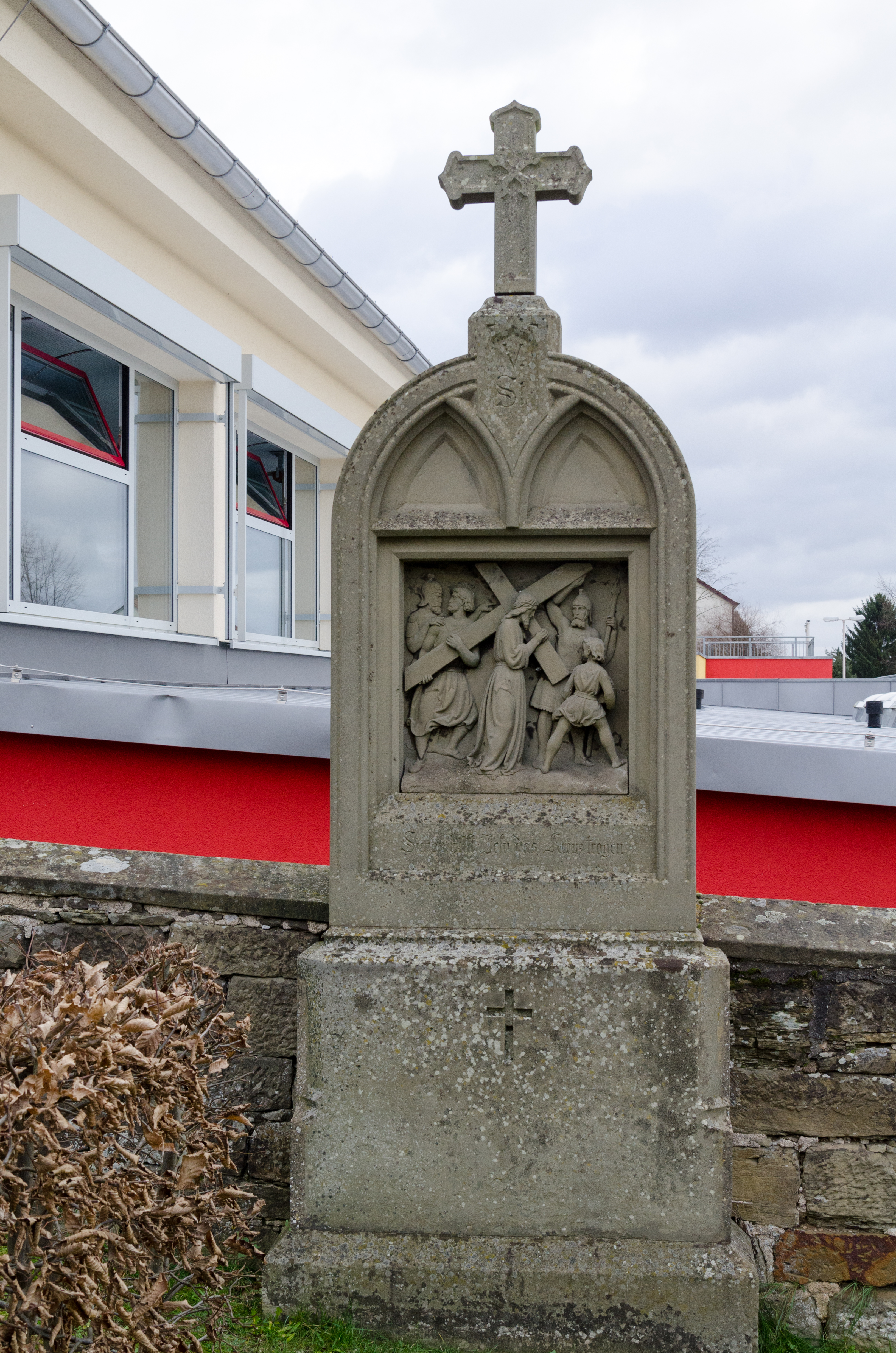
V. Station
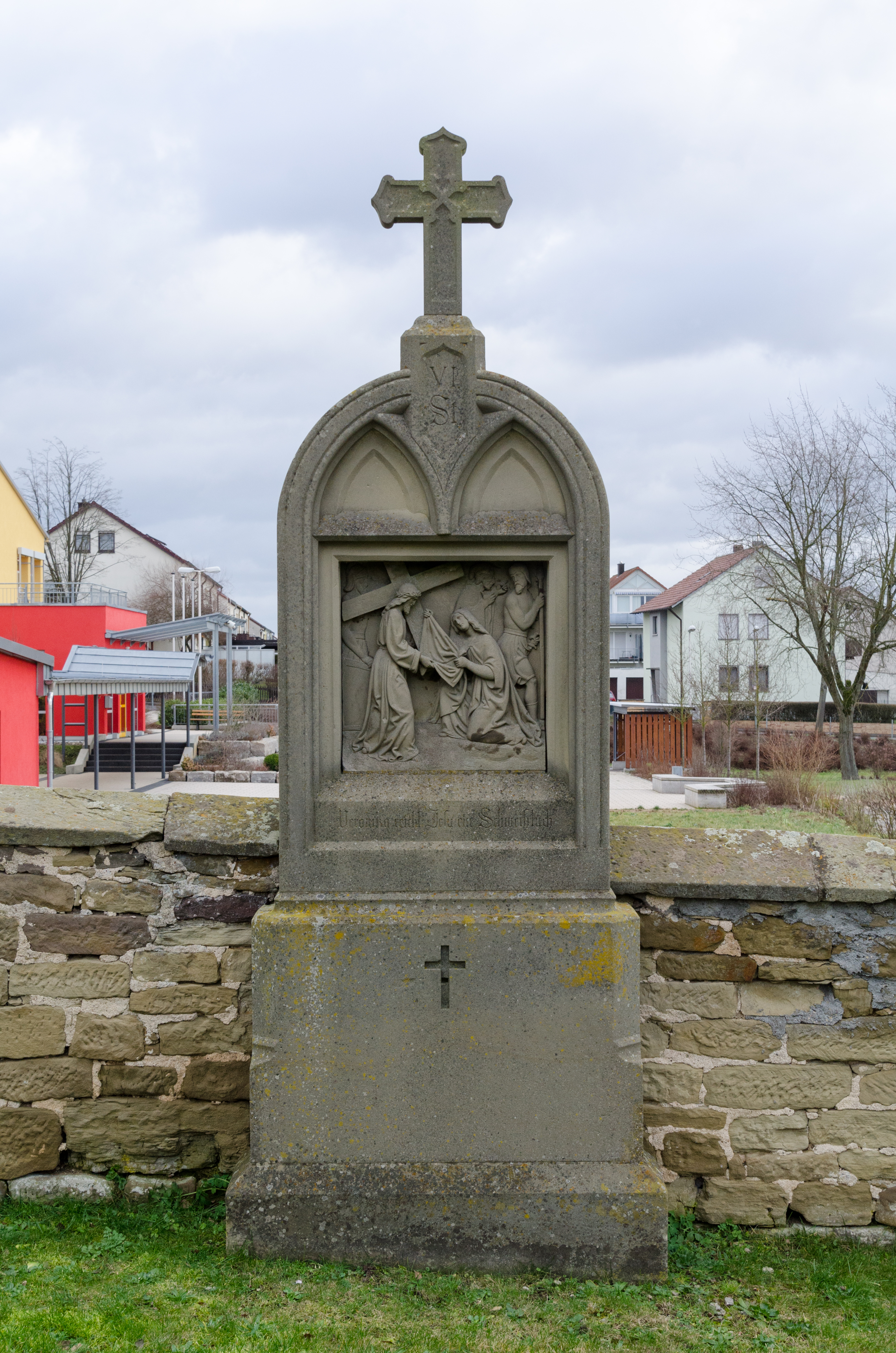
VI. Station
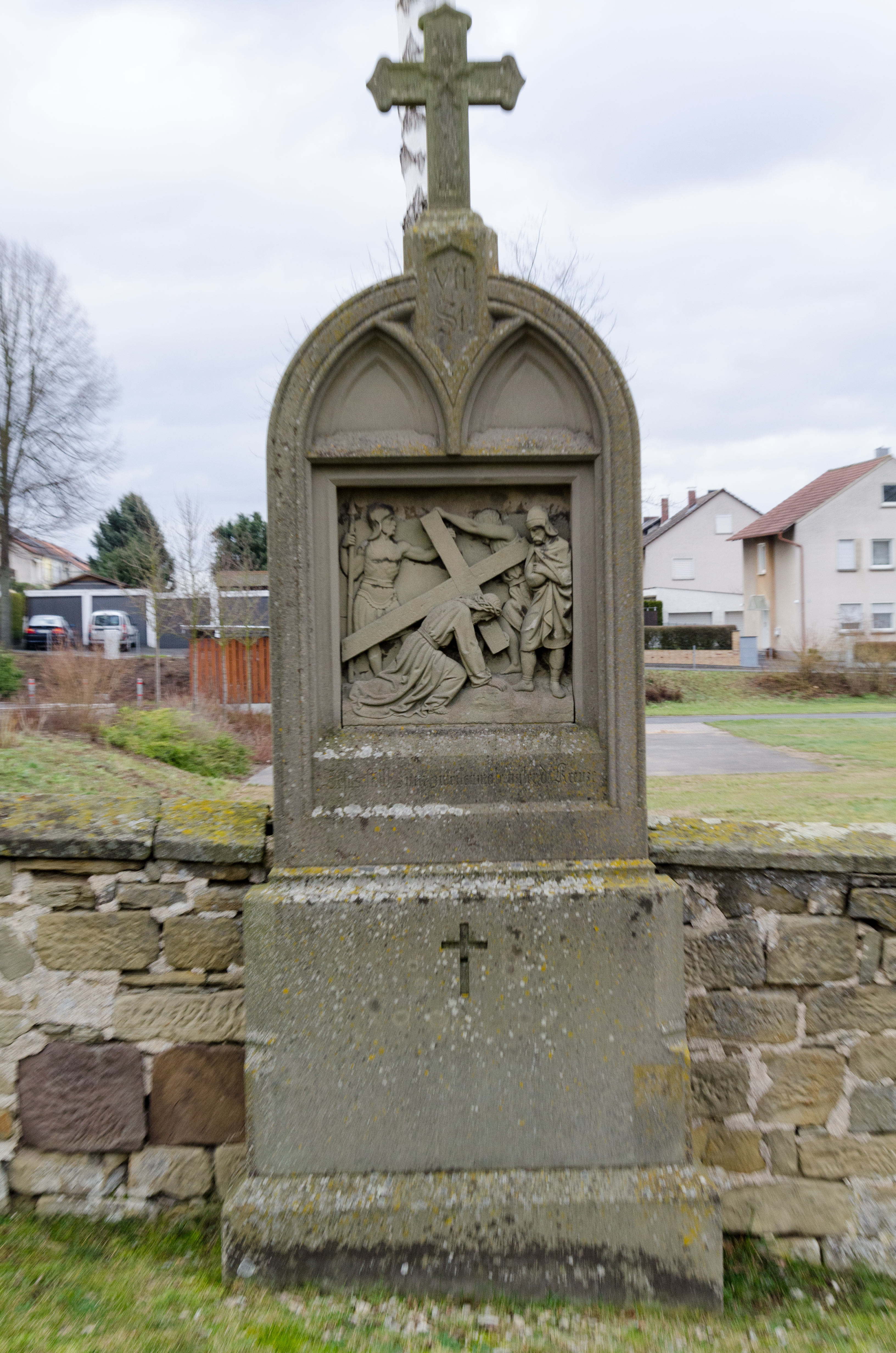
VII. Station

| Lage                                                                             | Objekt                                                                               | Beschreibung | Akten-Nr.              | Bild                                                                                 |
| -------------------------------------------------------------------------------- | ------------------------------------------------------------------------------------ | --- | ---------------------- | ------------------------------------------------------------------------------------ |
| Nähe Friedhofstraße (Standort)                                                   | Friedhof, Kriegerdenkmal                                                             | 20. Jahrhundert | D-6-78-132-27 Wikidata | weitere Bilder                                                                       |
| Gaden 1; an der Außenwand eines Gaden (Standort)                                 | Relief                                                                               | Dreifaltigkeit, Sandstein, 18. Jahrhundert | D-6-78-132-1 Wikidata  | weitere Bilder                                                                       |
| Nähe Gartenstraße (Standort)                                                     | Dorfmauer                                                                            | Sandsteinquadermauern 18. Jahrhundert, mit vier Pforten, zwei bez. 1752 und 1756                                                                                                   | D-6-78-132-70 Wikidata | weitere Bilder                                                                       |
| Nähe Gumpertstraße (Standort)                                                    | Bildstock                                                                            | Monolith mit Kreuzigung und heiliger Anna, bezeichnet „1618“ | D-6-78-132-59 Wikidata | weitere Bilder                                                                       |
| Gumpertstraße; Gumpertshöhe (Standort)                                           | Bildstock                                                                            | Monolith mit Kreuzigung und heiligen Sebastian und Petrus, bezeichnet „1598“ | D-6-78-132-58 Wikidata | weitere Bilder                                                                       |
| Hofhaltung 2 (Standort)                                                          | Wohnhaus                                                                             | Zweigeschossiger Walmdachbau mit geohrten Fensterrahmungen, 18. Jahrhundert | D-6-78-132-8 Wikidata  | weitere Bilder                                                                       |
| Hofhaltung 2 (Standort)                                                          | Nepomuk-Figur                                                                        | 1749 | D-6-78-132-8 Wikidata  | weitere Bilder                                                                       |
| Nähe Kapellenweg (Standort)                                                      | Katholische Kapelle                                                                  | Satteldachbau mit Polygonchor und Staffelgiebel, neugotisch, erbaut 1882 | D-6-78-132-9 Wikidata  | weitere Bilder                                                                       |
| Mittleres Geisried; Euerbacher Weg (Standort)                                    | Bildstock, sogenannter Pfarrmarter oder Kratzermarter, nach Pfarrer Emericus Kratzer | Mit Monstranz und Julius-Echter-Wappen, 1615 | D-6-78-132-47 Wikidata | Bildstock, sogenannter Pfarrmarter oder Kratzermarter, nach Pfarrer Emericus Kratzer |
| Mühlgasse 1 (Standort)                                                           | Relief der Vierzehn Nothelfer                                                        | 18. Jahrhundert | D-6-78-132-13 Wikidata | weitere Bilder                                                                       |
| Mühlgasse 12 (Standort)                                                          | Ehemalige Mühle                                                                      | Zweigeschossiger Sandsteinquaderbau mit Satteldach und Mittelrisalit, Neurenaissance, bezeichnet „1897“                                                                            | D-6-78-132-14 Wikidata | weitere Bilder                                                                       |
| Oberdorf 9 (Standort)                                                            | Hoftor mit Fußgängerpforte                                                           | Vasenaufsätze und Pietà, bezeichnet „1912“ | D-6-78-132-15 Wikidata | weitere Bilder                                                                       |
| Oberdorf 11 (Standort)                                                           | Bauernhaus                                                                           | Zweigeschossiger giebelständiger Satteldachbau mit Fachwerkobergeschoss, 17. Jahrhundert, um 1880 verändert                                                                        | D-6-78-132-16 Wikidata | weitere Bilder                                                                       |
| Oberdorf 11 (Standort)                                                           | Scheune                                                                              | Mit eingemauertem Torbogen mit lateinischem Distichon, 1677 | D-6-78-132-16 Wikidata | weitere Bilder                                                                       |
| Oberdorf 11 (Standort)                                                           | Nebengebäude und Hofmauer                                                            | | D-6-78-132-16 Wikidata | weitere Bilder                                                                       |
| Oberdorf 11 (Standort)                                                           | Hoftor mit Pforte                                                                    | 1906 | D-6-78-132-16 Wikidata | weitere Bilder                                                                       |
| Oberdorf 12 (Standort)                                                           | Hoftor mit Fußgängerpforte                                                           | Mit Kreuzschlepper, 1763 | D-6-78-132-17 Wikidata | weitere Bilder                                                                       |
| Oberdorf 13 (Standort)                                                           | Bauernhaus                                                                           | Zweigeschossiger giebelständiger Halbwalmdachbau mit verputztem Fachwerkobergeschoss; Fußgängerpforte                                                                              | D-6-78-132-18 Wikidata | weitere Bilder                                                                       |
| Oberdorf 13 (Standort)                                                           | Immaculata                                                                           | 1762 | D-6-78-132-18 Wikidata | weitere Bilder                                                                       |
| Oberdorf 15 (Standort)                                                           | Bauernhaus                                                                           | Zweigeschossiger giebelständiger Halbwalmdachbau mit verputztem Fachwerkobergeschoss, das massive Erdgeschoss mit Eckpilastern und geohrten Fensterrahmungen, 18. Jahrhundert      | D-6-78-132-19 Wikidata | weitere Bilder                                                                       |
| Oberdorf 15 (Standort)                                                           | Figurengruppe                                                                        | Heilige Familie, bezeichnet „1756“ | D-6-78-132-19 Wikidata | weitere Bilder                                                                       |
| Oberdorf 21 (Standort)                                                           | Hoftor mit Fußgängerpforte                                                           | 1839 | D-6-78-132-20 Wikidata | weitere Bilder                                                                       |
| Oberdorf 21 (Standort)                                                           | Hausfigur                                                                            | Marienkrönung, bezeichnet „1790“ | D-6-78-132-20 Wikidata | weitere Bilder                                                                       |
| Oberdorf 24 (Standort)                                                           | Hoftor mit Fußgängerpforte                                                           | Mit heiligem Kilian und Vasenaufsätzen, bezeichnet „1783“ | D-6-78-132-21 Wikidata | weitere Bilder                                                                       |
| Oberdorf 36 (Standort)                                                           | Bauernhaus                                                                           | Zweigeschossiger giebelständiger Halbwalmdachbau mit Eckpilastern und geohrten Fensterrahmungen, 18. Jahrhundert                                                                   | D-6-78-132-22 Wikidata | weitere Bilder                                                                       |
| Oberdorf 36 (Standort)                                                           | Hoftor mit Fußgängerpforte                                                           | Bezeichnet „1909“ | D-6-78-132-22 Wikidata | weitere Bilder                                                                       |
| Oberdorf 36 (Standort)                                                           | Pietà-Figur                                                                          | Im Giebel | D-6-78-132-22 Wikidata | weitere Bilder                                                                       |
| Oberdorf 38 (Standort)                                                           | Sandsteinrelief                                                                      | Mit Darstellung der Kreuzigung Christi, eingemauert, bezeichnet „1619“ | D-6-78-132-23 Wikidata | weitere Bilder                                                                       |
| Oberdorf 38 (Standort)                                                           | Hausfigur                                                                            | Mutter Gottes, wohl 18. Jahrhundert | D-6-78-132-23 Wikidata | weitere Bilder                                                                       |
| Oberdorf 39; am Nebengebäude eingemauert (Standort)                              | Bildstockkopf                                                                        | Mit Darstellung einer Kreuzigung, 17. Jahrhundert | D-6-78-132-24 Wikidata | weitere Bilder                                                                       |
| Oberer Bleichrasen (Standort)                                                    | Bildstock                                                                            | Mit Kreuzschlepper, 1716 | D-6-78-132-6 Wikidata  | weitere Bilder                                                                       |
| Oberer Egenhauser Weg; Flur „Kirschbäumlein“ (Standort)                          | Bildstock, sogenannte Rote Stefansmarter                                             | Julius-Echter-Typus mit Kreuzigung, 1619 | D-6-78-132-50 Wikidata | weitere Bilder                                                                       |
| Oberer Greutweg (Standort)                                                       | Bildstock                                                                            | Monolith mit Kreuzigung, heiliger Petrus und Pietà, bezeichnet „1522“ | D-6-78-132-11 Wikidata | weitere Bilder                                                                       |
| Oberer Greutweg; Kapellenweg (Standort)                                          | Wegkreuz                                                                             | Kruzifix auf Sockel, 1763; vor der Kapelle | D-6-78-132-10 Wikidata | weitere Bilder                                                                       |
| Oberer Greutweg; Kapellenweg (Standort)                                          | Prozessionsaltar, sogenannte Weihnachtsmarter                                        | Mit Darstellung der Geburt Christi im Stall von Bethlehem, bezeichnet „1737“ | D-6-78-132-12 Wikidata | weitere Bilder                                                                       |
| Raiffeisenstraße (Standort)                                                      | Marienfigur                                                                          | Auf Sandsteinsockel mit Rundbogenmotiv, neugotisch, bezeichnet „1888“ | D-6-78-132-25 Wikidata | weitere Bilder                                                                       |
| Rosenleite (Standort)                                                            | Bildstock, sogenannte Dreiecksmarter                                                 | Runder Schaft mit dreiseitigem Aufsatz, Mondsichelmadonna, Pietà und Kreuzigung, 1671                                                                                              | D-6-78-132-54 Wikidata | weitere Bilder                                                                       |
| Schleifweg; am Oberwerrner Weg (Standort)                                        | Bildstock                                                                            | Niedriger Sockel mit Vierkantschaft und vierseitigem Aufsatz, Darstellung Jesus am Ölberg, Monolith, bezeichnet „1624“                                                             | D-6-78-132-49 Wikidata | weitere Bilder                                                                       |
| Schützenstraße 2 (Standort)                                                      | Bildstock                                                                            | Polygonaler Schaft mit rundbogigem Aufsatz, Auferstehung Christi, bezeichnet „1621“                                                                                                | D-6-78-132-35 Wikidata | weitere Bilder                                                                       |
| Schweinfurter Straße 4, nördlicher Ortseingang (Standort)                        | Brücke                                                                               | Zweibogige Natursteinbrücke mit Wappenstein, um 1780 | D-6-78-132-46 Wikidata | weitere Bilder                                                                       |
| Schweinfurter Straße 9 (Standort)                                                | Bildstock                                                                            | Mit Ecce-homo-Gruppe, 1719 | D-6-78-132-2 Wikidata  | weitere Bilder                                                                       |
| Sömmersdorfer Weg (Standort)                                                     | Bildstock                                                                            | Sandstein, Säule, bezeichnet „1613“, Figur heiliger Kilian, barock | D-6-78-132-60 Wikidata | weitere Bilder                                                                       |
| Zürch/Bischofshöfe (Standort)                                                    | Figur des heiligen Sebastian                                                         | Auf Sockel, bezeichnet „1777“ | D-6-78-132-43 Wikidata | weitere Bilder                                                                       |
| Unterdorf 11 (Standort)                                                          | Hoftor                                                                               | Mit Radabweisern, Sandsteinbank und Pinienaufsätzen, Fußgängerpforte, bezeichnet „1877“, mit Relief des Blutwunders, 18. Jahrhundert                                               | D-6-78-132-29 Wikidata | weitere Bilder                                                                       |
| Unterdorf 11 (Standort)                                                          | Relief                                                                               | Im Nebengebäude eingemauert | D-6-78-132-29 Wikidata | weitere Bilder                                                                       |
| Unterdorf 12 (Standort)                                                          | Bauernhaus                                                                           | Zweigeschossiger giebelständiger Halbwalmdachbau, verputztes Fachwerk, Ende 18. Jahrhundert                                                                                        | D-6-78-132-30 Wikidata | weitere Bilder                                                                       |
| Unterdorf 12 (Standort)                                                          | Hausmadonna                                                                          | | D-6-78-132-30 Wikidata | weitere Bilder                                                                       |
| Unterdorf 14 (Standort)                                                          | Bauernhaus                                                                           | Zweigeschossiger giebelständiger Halbwalmdachbau mit Fachwerkobergeschoss, 19. Jahrhundert                                                                                         | D-6-78-132-31 Wikidata | weitere Bilder                                                                       |
| Unterdorf 14 (Standort)                                                          | Relief des heiligen Georg                                                            | In der Hofmauer eingemauert | D-6-78-132-31 Wikidata | weitere Bilder                                                                       |
| Unterdorf 22 (Standort)                                                          | Bauernhaus                                                                           | Zweigeschossiger giebelständiger Fachwerkbau mit Halbwalmdach, bezeichnet am Türsturz „1815“                                                                                       | D-6-78-132-32 Wikidata | weitere Bilder                                                                       |
| Unterdorf 27 (Standort)                                                          | Hoftor mit Fußgängerpforte                                                           | Bezeichnet „1910“ | D-6-78-132-33 Wikidata | weitere Bilder                                                                       |
| Unterdorf 29 (Standort)                                                          | Unteres Tor                                                                          | Torhaus mit Fachwerkobergeschoss, steilem Walmdach und rundbogiger Durchfahrt, bezeichnet „1700“                                                                                   | D-6-78-132-34 Wikidata | weitere Bilder                                                                       |
| Unterdorf 29 (Standort)                                                          | Unteres Tor, Wappenstein des Fürstbischofs Julius Echter von Mespelbrunn             | | D-6-78-132-34 Wikidata | weitere Bilder                                                                       |
| Nähe Untertorstraße (Standort)                                                   | Prozessionsaltar                                                                     | Mit Figurengruppe der Beweinung Christi, bezeichnet „1745“ | D-6-78-132-7 Wikidata  | weitere Bilder                                                                       |
| Untertorstraße 4 (Standort)                                                      | Bildstock                                                                            | Tischsockel mit rundem Schaft, Aufsatz mit Heiliger Dreifaltigkeit und heiligem Georg, bezeichnet „1724“                                                                           | D-6-78-132-36 Wikidata | weitere Bilder                                                                       |
| Vorderes Geisried; an der B 19 (Standort)                                        | Bildstock                                                                            | Kreuzschlepper, 1762 | D-6-78-132-48 Wikidata | BW                                                                                   |
| Würzburger Straße 2 (Standort)                                                   | Zwei Hoftore                                                                         | Mit Kugelaufsätzen und Radabweisern, 18. Jahrhundert | D-6-78-132-37 Wikidata | weitere Bilder                                                                       |
| Würzburger Straße 3 (Standort)                                                   | Hoftor mit Fußgängerpforte und spitzbogiger Tordurchfahrt                            | Bezeichnet „1680“ | D-6-78-132-38 Wikidata | weitere Bilder                                                                       |
| Würzburger Straße 3 (Standort)                                                   | Pietà                                                                                | | D-6-78-132-38 Wikidata | weitere Bilder                                                                       |
| Würzburger Straße 13 (Standort)                                                  | Engelhardsche Stiftung, heute Pflegeheim                                             | Zweigeschossiger Halbwalmdachbau, 17. Jahrhundert, eine Tür bezeichnet „1727“ | D-6-78-132-39 Wikidata | BW                                                                                   |
| Würzburger Straße 14 (Standort)                                                  | Katholische Pfarrkirche St. Nikolaus                                                 | Saalbau mit eingezogenem Chor und seitlich angefügtem Chorturm, Turmuntergeschoss mit Krypta erste Hälfte 13. Jahrhundert, Langhaus und Turmobergeschosse 1617/18; mit Ausstattung | D-6-78-132-40 Wikidata | weitere Bilder                                                                       |
| Würzburger Straße 14 (Standort)                                                  | In Teilen erhaltene Kirchenburg mit Gadenanlage                                      | 16.–18. Jahrhundert | D-6-78-132-40 Wikidata | weitere Bilder                                                                       |
| Würzburger Straße 14 (Standort)                                                  | Sogenannte Frühmesskirche SS. Sebastian und Anna                                     | 13. Jahrhundert, in der Kirchenburganlage, zur evangelischen Kirche umgebaut | D-6-78-132-40 Wikidata | weitere Bilder                                                                       |
| Würzburger Straße 14, vor der Kirche (Standort)                                  | Figurengruppe                                                                        | Christus und das blutflüssige Weib, 1741 | D-6-78-132-40 Wikidata | weitere Bilder                                                                       |
| Würzburger Straße 14 (Standort)                                                  | Bildstock                                                                            | 1620 | D-6-78-132-40 Wikidata | weitere Bilder                                                                       |
| Würzburger Straße 14 (Standort)                                                  | Ölbergkapelle                                                                        | Neugotisch | D-6-78-132-40 Wikidata | weitere Bilder                                                                       |
| Würzburger Straße 16; Würzburger Straße 18; Würzburger Straße 20. (Standort)     | Rathausflügel, Teil der Kirchenburg                                                  | Zweigeschossiger Satteldachbau mit Torbogen, erste Hälfte 13. Jahrhundert, im 19. Jahrhundert verändert                                                                            | D-6-78-132-41 Wikidata | weitere Bilder                                                                       |
| Würzburger Straße 16; Würzburger Straße 18; Würzburger Straße 20. (Standort)     | Rathausflügel, zwei Wappensteine                                                     | Wappen des Fürstbischofs Julius Echter von Mespelbrunn, bezeichnet „1606“ und Ortswappen                                                                                           | D-6-78-132-41 Wikidata | weitere Bilder                                                                       |
| Würzburger Straße 22 (Standort)                                                  | Gasthof Fränkischer Hof                                                              | Zweigeschossiger traufständiger Halbwalmdachbau, verputztes Fachwerk, 18. Jahrhundert                                                                                              | D-6-78-132-42 Wikidata | weitere Bilder                                                                       |
| Würzburger Straße 29; nördlicher Ortseingang (Standort)                          | Standbild der Maria Immaculata                                                       | Auf einem Sockel, bezeichnet „1767“ | D-6-78-132-45 Wikidata | weitere Bilder                                                                       |
| Würzburger Straße 30, nördlicher Ortseingang (Standort)                          | Standbild des Heiligen Nepomuk                                                       | Auf einem Sockel, bezeichnet „1713“ | D-6-78-132-44 Wikidata | weitere Bilder                                                                       |
| Erster Kanalgraben; Rothmühlweg (Standort)                                       | Bildstock                                                                            | Sockel mit rundem Schaft und Aufsatz, Maria immaculata, bezeichnet „1761“ | D-6-78-132-51 Wikidata | weitere Bilder                                                                       |
| Rosenleitegraben (Standort)                                                      | Bildstock                                                                            | Monolith mit Kreuzigung, heiliger Petrus und heiliger Johannes, bezeichnet „1604“                                                                                                  | D-6-78-132-52 Wikidata | BW                                                                                   |
| Rothweidachgraben; Oberer Greutweg (Standort)                                    | Bildstock                                                                            | Monolith mit Kreuzigung und Julius-Echter-Wappen am Schaft, bezeichnet „1603“ | D-6-78-132-53 Wikidata | weitere Bilder                                                                       |
| Asbach; Weg nach Egenhausen, am Jakobsweg nach Santiago de Compostela (Standort) | Bildstock, sogenannte Jakobusmarter                                                  | Monolith mit vierseitigem Aufsatz in Kielbogenform, Kreuzigung und Pietà, bezeichnet „1536“                                                                                        | D-6-78-132-56 Wikidata | weitere Bilder                                                                       |
| Beim Kirschbäumlein; in Flur Kirschbäumlein (Standort)                           | Bildstock                                                                            | Tischsockel mit rundem Schaft, Aufsatz mit Christus an der Geißelsäule und Pietà, bezeichnet „1761“                                                                                | D-6-78-132-57 Wikidata | weitere Bilder                                                                       |

## Ehemalige Baudenkmäler
In diesem Abschnitt sind Objekte aufgeführt, die früher einmal in der Denkmalliste eingetragen waren, jetzt aber nicht mehr. Objekte, die in anderem Zusammenhang also z. B. als Teil eines Baudenkmals weiter eingetragen sind, sollen hier nicht aufgeführt werden. Aktennummern in diesem Abschnitt sind ehemalige, jetzt nicht mehr gültige Aktennummern.

| Lage              | Objekt    | Beschreibung      | Akten-Nr.             | Bild |
| ----------------- | --------- | ----------------- | --------------------- | ---- |
| Euerbacher Straße | Bildstock | Kreuzmarter, 1716 | D-6-78-132-5 Wikidata | BW   |